# Paranaíba
Paranaíba est une ville brésilienne de l'État du Mato Grosso do Sul. Sa population était estimée à 40 329 habitants en 2011. La municipalité s'étend sur 5 403 km2.

## Maires
| Période | Période | Identité                              | Étiquette | Qualité |
| ------- | ------- | ------------------------------------- | --------- | ------- |
| 2009    | 2012    | José Garcia de Freitas (Zé Braquiara) | PDT       |         |